# Jean-François Go
Jean-François Go (9 agosto 1973) è un ex calciatore francese martinicano, di ruolo portiere.

## Carriera

### Club
Ha cominciato a giocare nel Beauvais. Nel 1996 è passato al Sedan. Nel 1997 è stato acquistato dal Case Pilote, squadra con cui ha concluso la propria carriera nel 2010.

### Nazionale
Ha debuttato in Nazionale il 22 luglio 1998, in Martinica-Dominica (5-1). Ha partecipato, con la Nazionale, alla CONCACAF Gold Cup 2002 e alla CONCACAF Gold Cup 2003. Ha collezionato in totale, con la Nazionale, tre presenze e sette reti subite.